# Almodis de la Marche
Almodis de la Marche, född 1020, död 16 oktober 1071, var grevinna av Toulouse, gift med Hugo V av Lusignan 1038–1040, greve Pons av Toulouse 1040–1053, och greve Ramon Berenguer I av Barcelona 1053-1071.

## Biografi
Almodis de la Marche var dotter till greven Bernhard I av de la Marche och Amelie, och gifte sig 1038 med Hugo V av Lusignan, med vilken hon hade tre barn. Hennes make lät ogiltigförklara äktenskapet på grund av blodsband 1040 och gifte bort henne med Pons av Toulouse, med vilken hon fick fyra barn.
År 1053 kidnappades hon av Ramon Berenguer I av Barcelona, som gifte sig med henne trots att hon redan var gift, och han själv var gift med hennes systerdotter. Påven bannlyste dem båda för tre år framåt. Paret fick fyra barn. Hon återvände en gång, 1067, till Toulouse för att närvara vid en av sina döttrars bröllop. 
Almodis de la Marches styvson och systerson Pere-Ramon misstänkte henne för att vilja ersätta honom som tronarvinge med sina egna söner, och mördade henne därför år 1071.